# Most Rajna-Emmerich
Most Emmerich Rajna (njemački:Rheinbrücke Emmerich) je viseći most koji se nalazi u Emmerich am Rhein, Sjeverna Rajna-Vestfalija, Njemačka. Dovršen je 1965. Godine te ima glavni raspon od 500 metara, prelazeći Rajnu, noseći Bundesstrasse B 220, državnom cestom između Emmerich am Rhein i Kleve. To je najduži viseći most u Njemačkoj.
Građen je u razdoblju od 1962. do 1965. godine, po dizajnu Heinricha Bartmanna i planiranju Hellmuta Homberga. Most je otvoren za promet godine 1965.
Pješačke i biciklističke staze su duž obje strane mosta, odvojene od kolnika. Dva stupa su 76,7 metra visoka.

## Vanjske poveznice
|  | Zajednički poslužitelj ima još gradiva o temi Most Rajna-Emmerich |